# Bathysciadium xylophagum
Bathysciadium xylophagum is een slakkensoort uit de familie van de Bathysciadiidae. De wetenschappelijke naam van de soort is voor het eerst geldig gepubliceerd in 1997 door Warén & Carrozza in Warén.